# 黃應貴
黃應貴（1947年7月25日—2022年12月22日），出生於福建福州，臺灣人類學家，布農族研究專家，國立臺灣大學社會學學士、國立臺灣大學人類學碩士、英國倫敦大學倫敦政治經濟學院人類學博士。曾任中央研究院民族所研究員、所長，臺灣大學人類學系所兼任教授，為台灣人類學界重要代表人物；卒任清華大學人文社會學院學士班特聘教授。

## 經歷
黃應貴的主要研究對象為臺灣南島民族中的布農族。自1970年代以降，在南投縣信義鄉東埔村東埔社進行長期深入的田野研究。代表作《「文明」之路》三部曲（2012）刻劃東埔布農人在橫跨殖民、現代化、與新自由主義秩序下，置身於國家、資本主義與基督宗教的交織中，文化傳統如何形塑、再創造，地方社會文化的面貌如何形成，當地人如何思索自我定位與未來追尋。
1980年代末期，黃應貴提出基本文化分類概念的重要性，深入當地人的深層文化概念，並積極回應當時社會科學的問題，系統性地針對重要課題帶領學界同仁進行探討。主編的《人觀、意義與社會》（1993）、《空間、力與社會》（1995）、《時間、歷史與記憶》（1999）、與《物與物質文化》（2004）四本專題論文集，是台灣人文社會研究轉向文化主觀研究的重要成果。論文集《人類學的評論》（2002）、《人類學的視野》（2006）體現了人類學者的深刻關懷，並將身為非西方世界人類學者對於世界人類學理論與民族誌研究的知識立場，融合入理論著作《反景入深林：人類學的觀照、理論與實踐》（2008）。
《「文明」之路》出版後，黃應貴致力於「新世紀的社會與文化」研究計畫，指出台灣社會已然邁入了新自由主義經濟與治理體系，舊有的現代性知識框架不足以理解當下的時代，於是進一步以前瞻視野規劃包括家、當代宗教與存有、地方社會、金融經濟、族群、政治與國家治理、主體與自我、社會運動、性別與代間等台灣社會在新世紀面臨的重要課題與挑戰。講論會與研討會後彙集論文成集，自2014年起陸續出版，至今已出版系列論文集九冊。
2022年，黃應貴出版《解鎖新「識」界》一書，詳述其成長歷程與對社會的敏銳觀察、學術關懷以及對核心主題的思考歷程，並期許新時代的年輕人發展出合乎時代需要的新知識。

## 著作
- 《東埔社布農人的社會生活》（中央研究院民族學研究所，1992）
- 《臺東縣史：布農族篇》（臺東縣政府文化局，2001）
- 《人類學的評論》（允晨，2002）
- 《人類學的視野》（群學，2006）
- 《布農族》（三民，2006）
- 《反景入深林：人類學的觀照、理論、與實踐》（三民，2008）
- 《「文明」之路》（共三卷）（中央研究院民族學研究所，2012）
- 《解鎖新「識」界：一個社會科學家的生活探索、建構及解決「我」與「知識」的問題》（三民，2022）

主編專書
- 《台灣土著社會文化硏究論文集》（聯經，1986）
- 《見證與詮釋：當代人類學家》（正中書局，1992）

合編專書
- 《Austronesian studies relating to Taiwan（Symposium series of the Institute of History and Philology Academia Sinica. No.3）》（與李壬癸、臧振華等合編）（中央研究院歷史語言研究所，1995）
- 《從周邊看漢人的社會與文化：王崧興先生紀念論文集》（與葉春榮合編）（中央研究院民族學研究所，1997）
- 《人類學在臺灣的發展：回顧與展望篇》（與徐正光合編）（中央研究院民族學研究所，1999）
- 《「社群」研究的省思》（與陳文德合編）（中央研究院民族學研究所，2002）

「基本文化分類概念」系列叢書主編
- 《人觀、意義與社會》（中央研究院民族學研究所，1993）
- 《空間、力與社會》（中央研究院民族學研究所，1995）
- 《時間、歷史與記憶》（中央研究院民族學研究所，1999）
- 《物與物質文化》（中央研究院民族學研究所，2004）

「新世紀的社會與文化」系列叢書主編
- 《21世紀的家：臺灣的家何去何從？》（群學，2014）
- 《日常生活中的當代宗教：宗教的個人化與關係性存有》（群學，2015）
- 《21世紀的地方社會：多重地方認同下的社群性與社會想像》（群學，2016）
- 《金融經濟、主體性、與新秩序的浮現》（與鄭瑋寧合編）（群學，2017）
- 《族群、國家治理、與新秩序的建構：新自由主義化下的族群性》（群學，2018）
- 《政治的消融與萌生：新自由主義國家的治理效應》（與林開世合編）（群學，2019）
- 《主體、心靈、與自我的重構》（群學，2020）
- 《日常生活中的社會運動》（群學，2021）
- 《性別、主體性、與重構生命世界》（與林開世合編）（群學，2023）

翻譯作品
- 赫區著，黃應貴與鄭美能合譯，《人與文化的理論》（桂冠，1981）（譯自Elvin Hatch. 1974. Theories of Man and Culture）

## 外部連結
- 中央研究院民族學研究所個人網頁